# Realisme americà

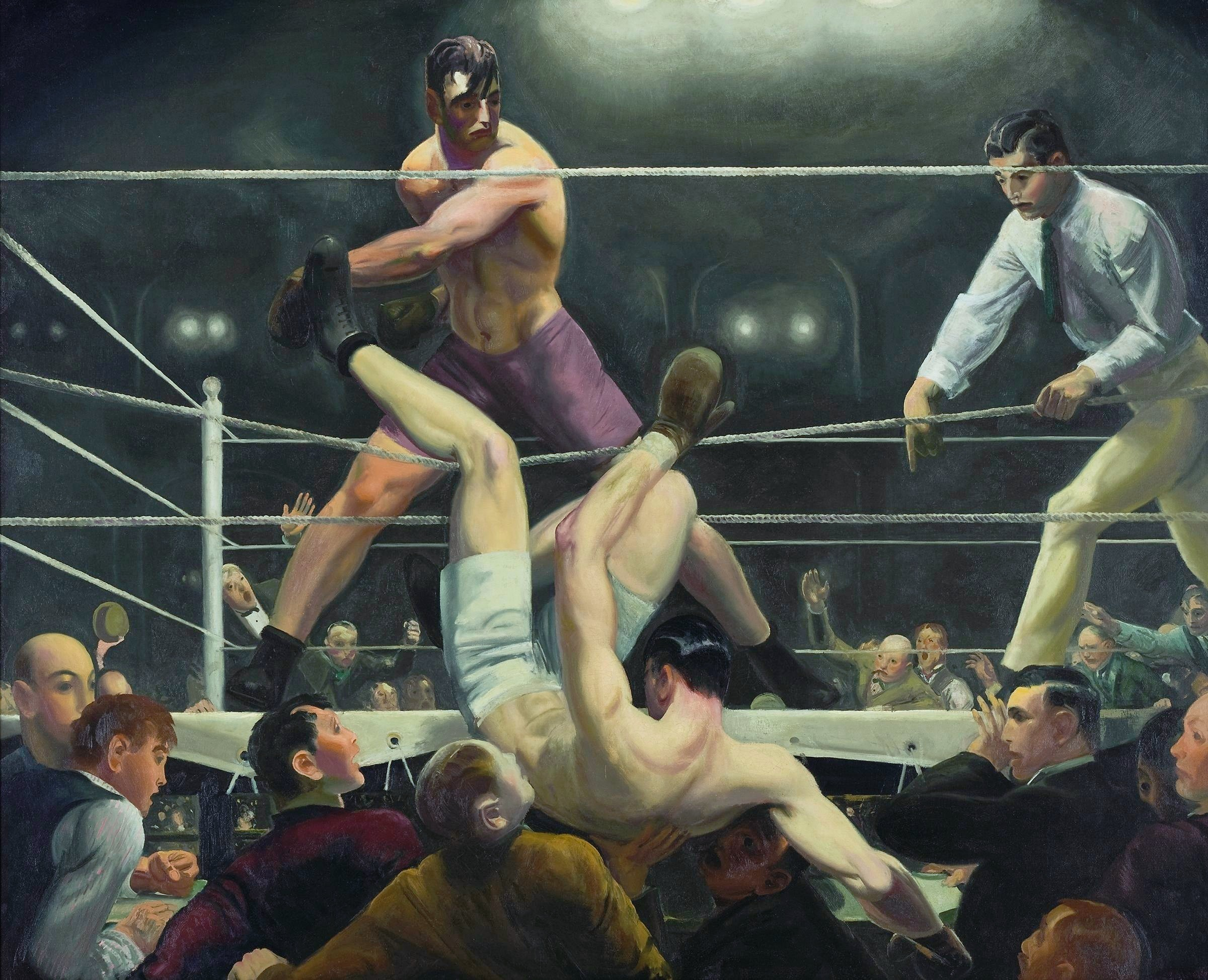
George Bellows, Dempsey i Firpo (1924), Whitney Museum of American Art

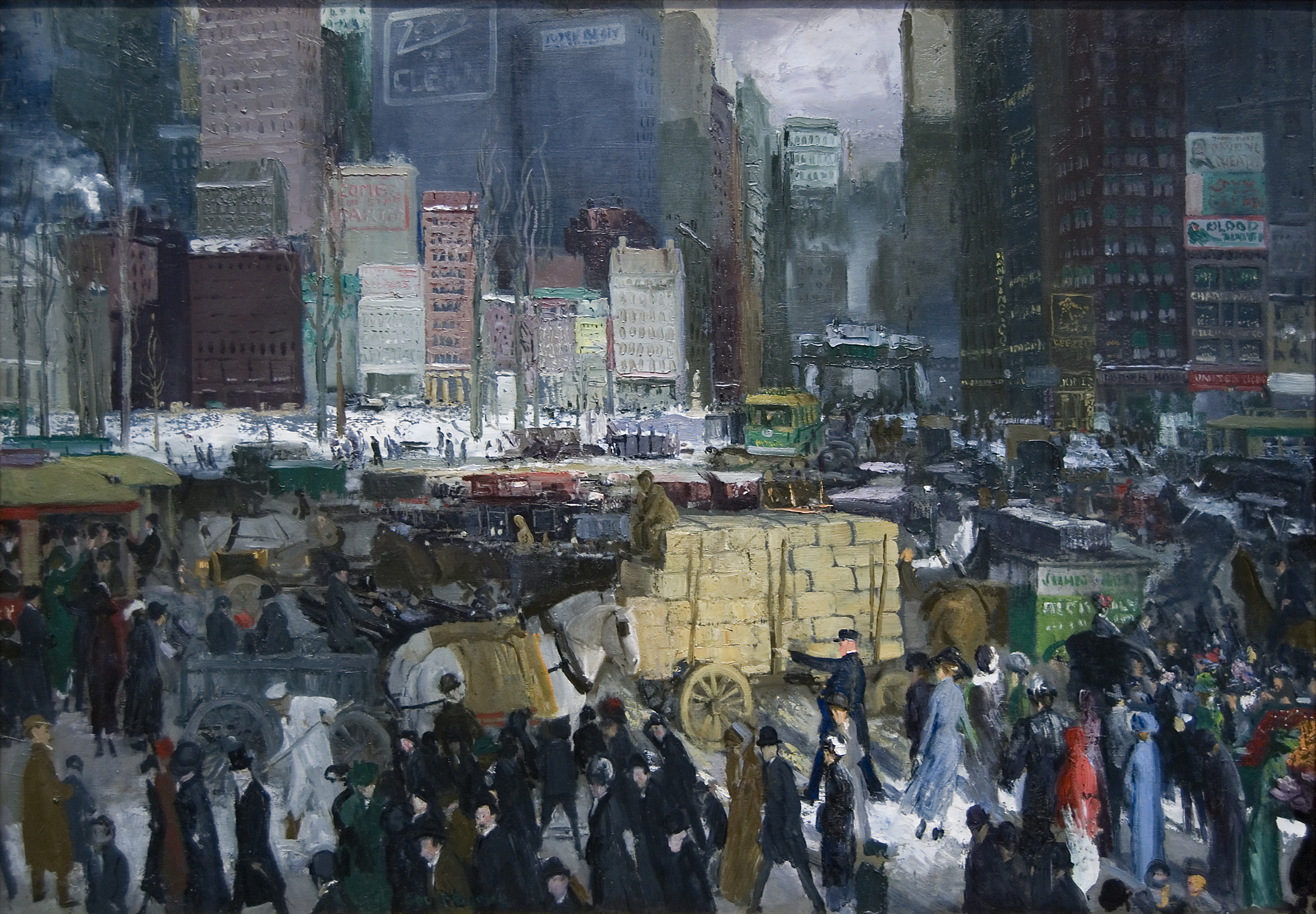
George Bellows, New York (1911)

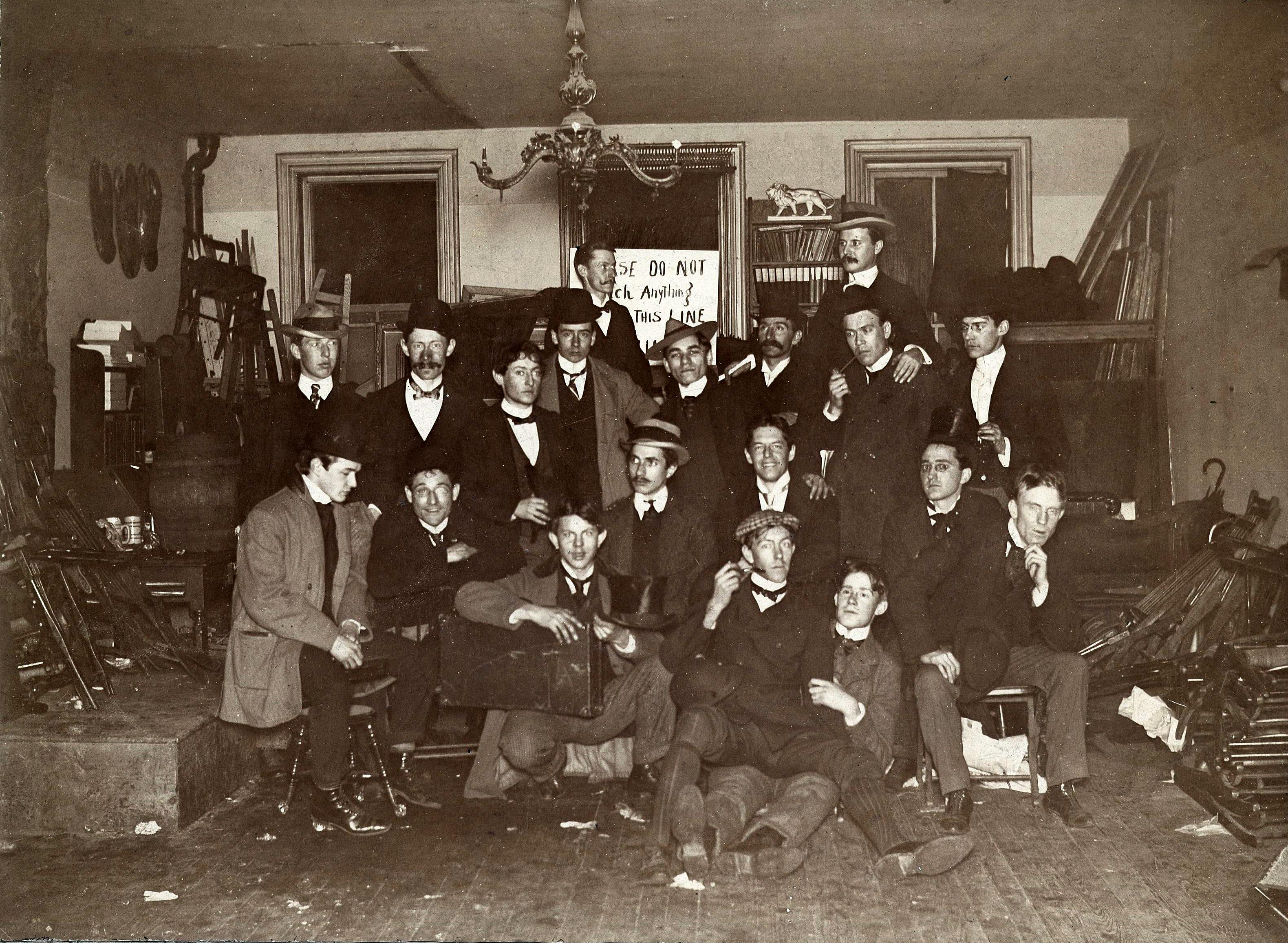
Ashcan School artists & friends at John French Sloan's Philadelphia Studio, 1898

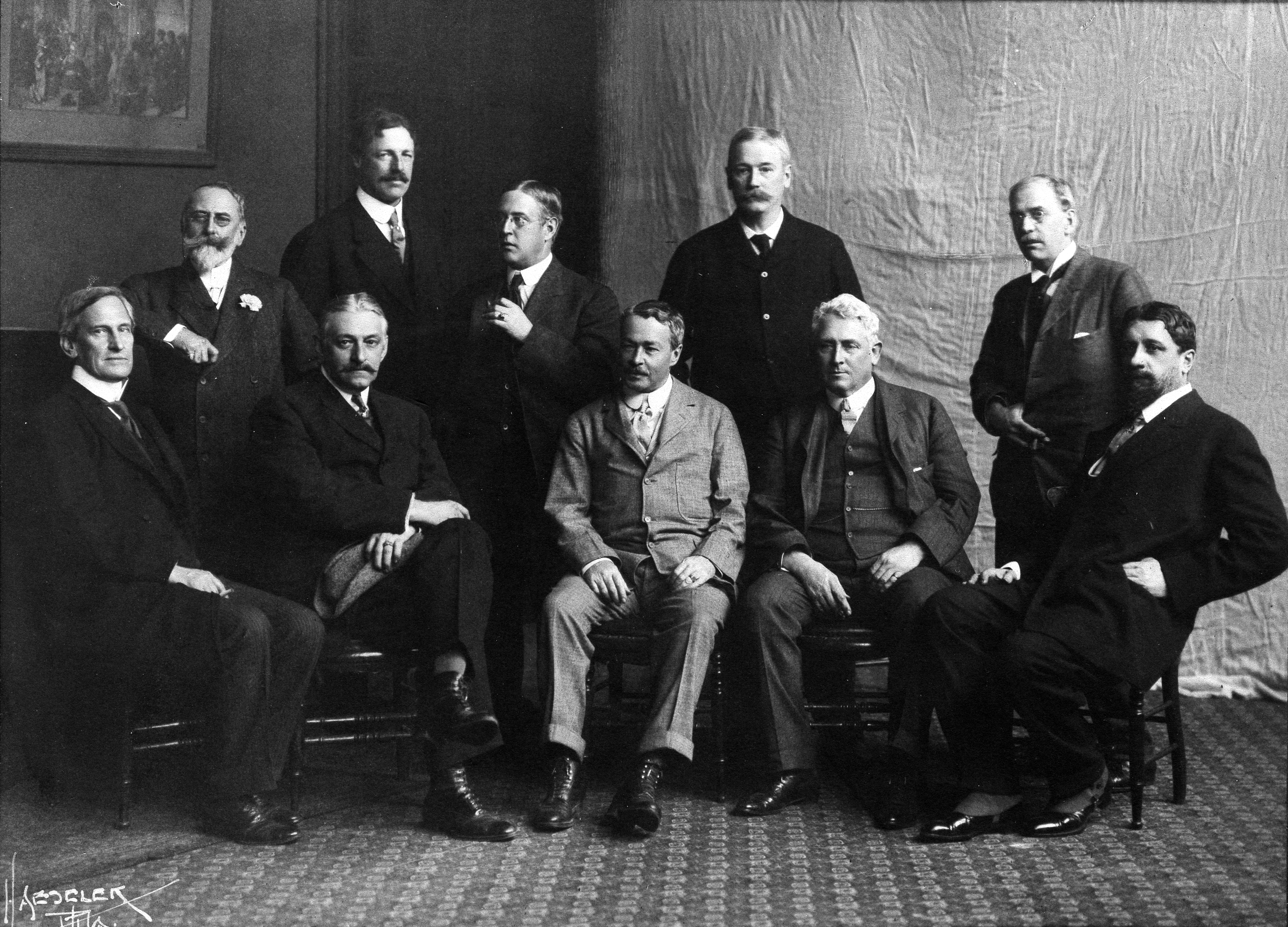
Els deu pintors americans el 1908. Els 10 eren: asseguts d'esquerra a dreta: Edward Simmons, Willard L. Metcalf, Childe Hassam, J. Alden Weir, Robert Reid; drets d'esquerra a dreta: William Merritt Chase, Frank W. Benson, Edmund C. Tarbell, Thomas Wilmer Dewing, Joseph DeCamp

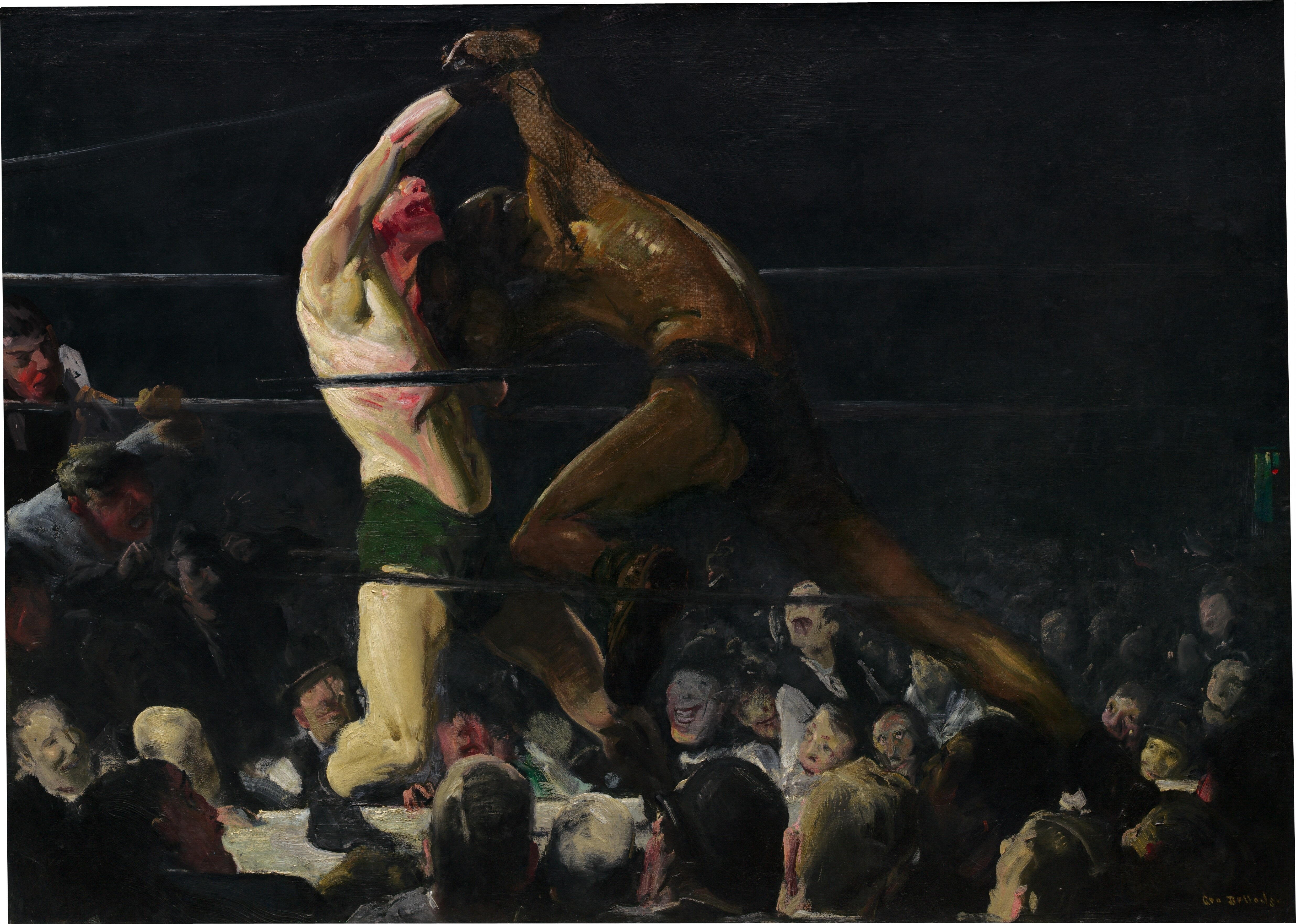
Both Members of This Club, 1909, oil on canvas

Snow in New York

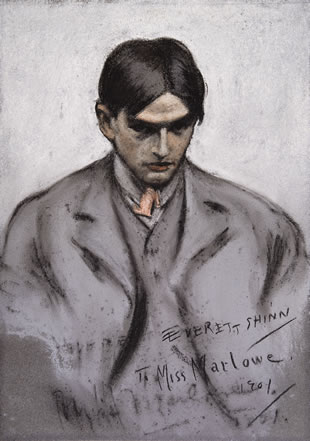
Shinn self portrai

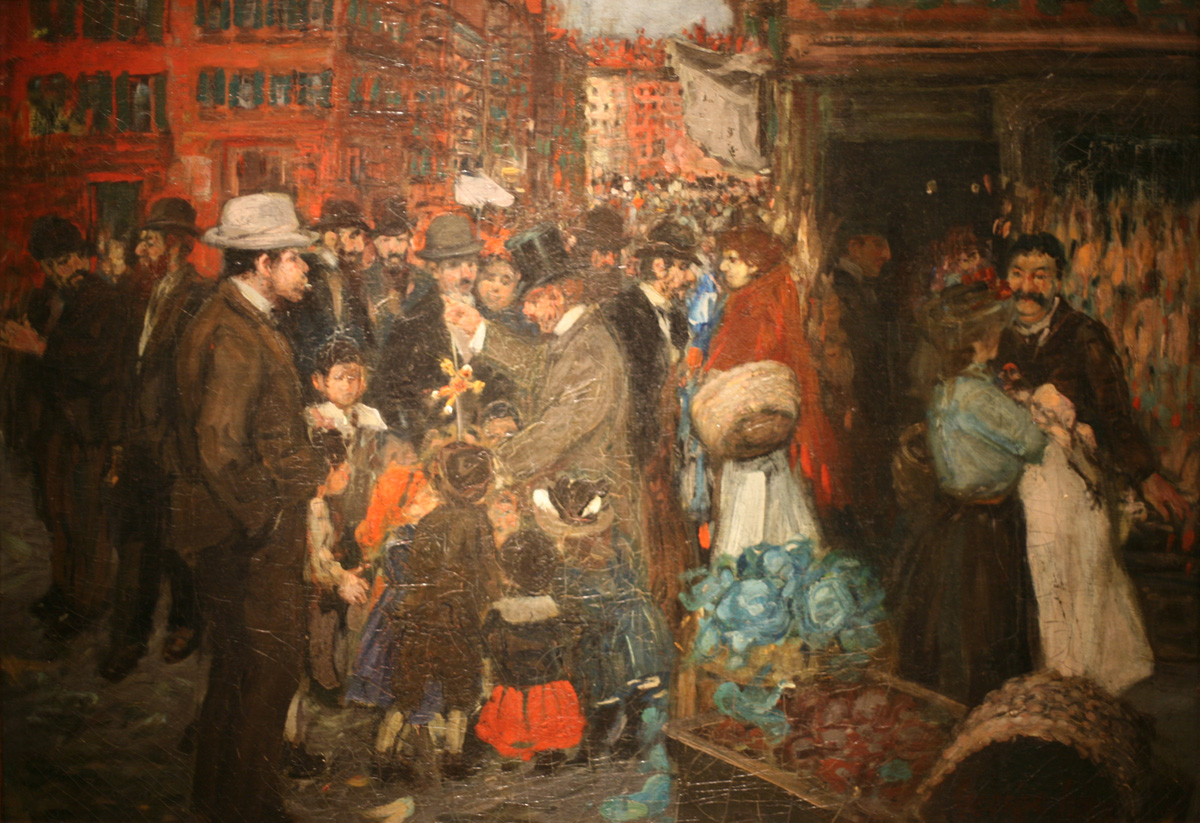
Street Scene by George Benjamin

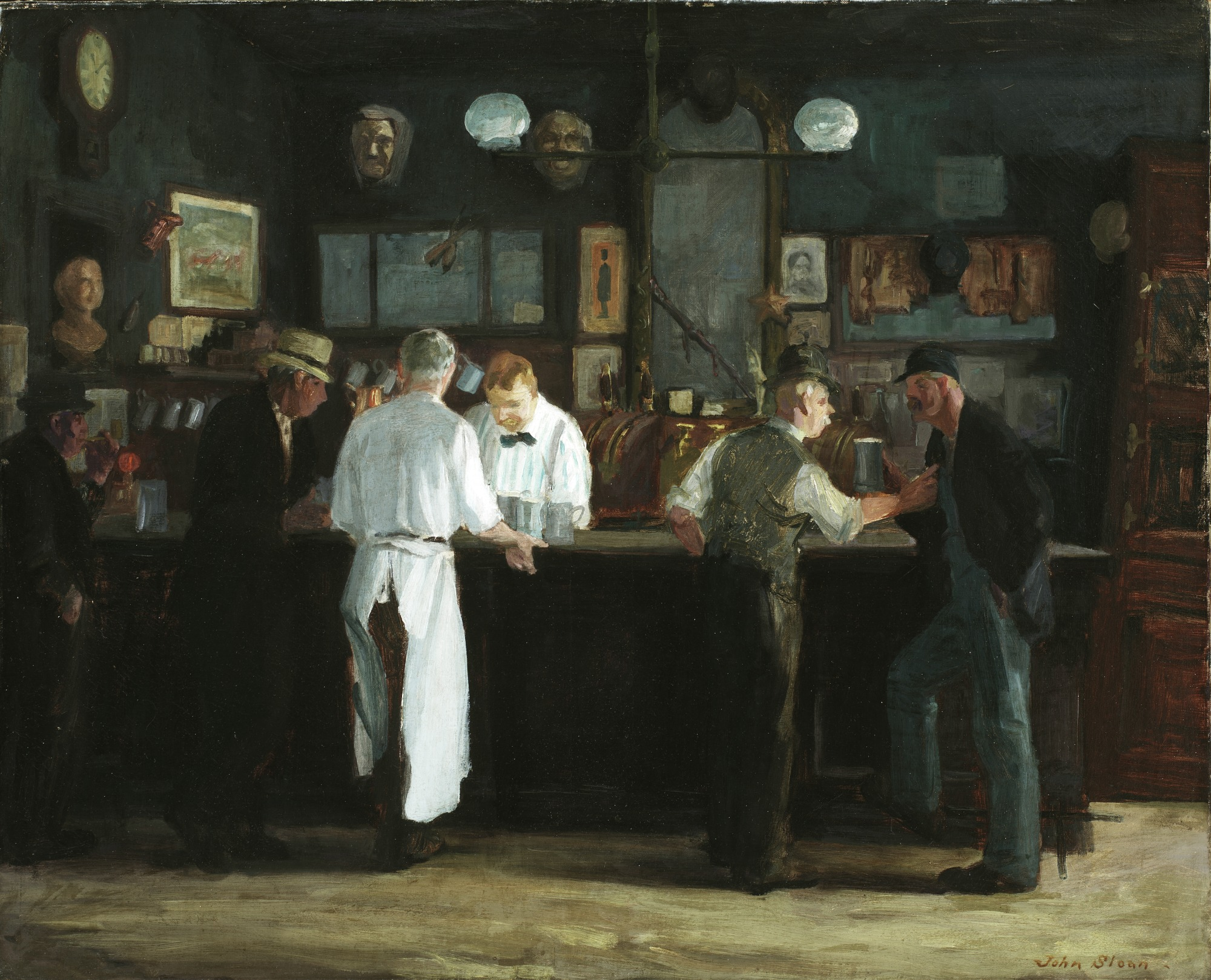
McSorley's Bar 1912 John Sloan

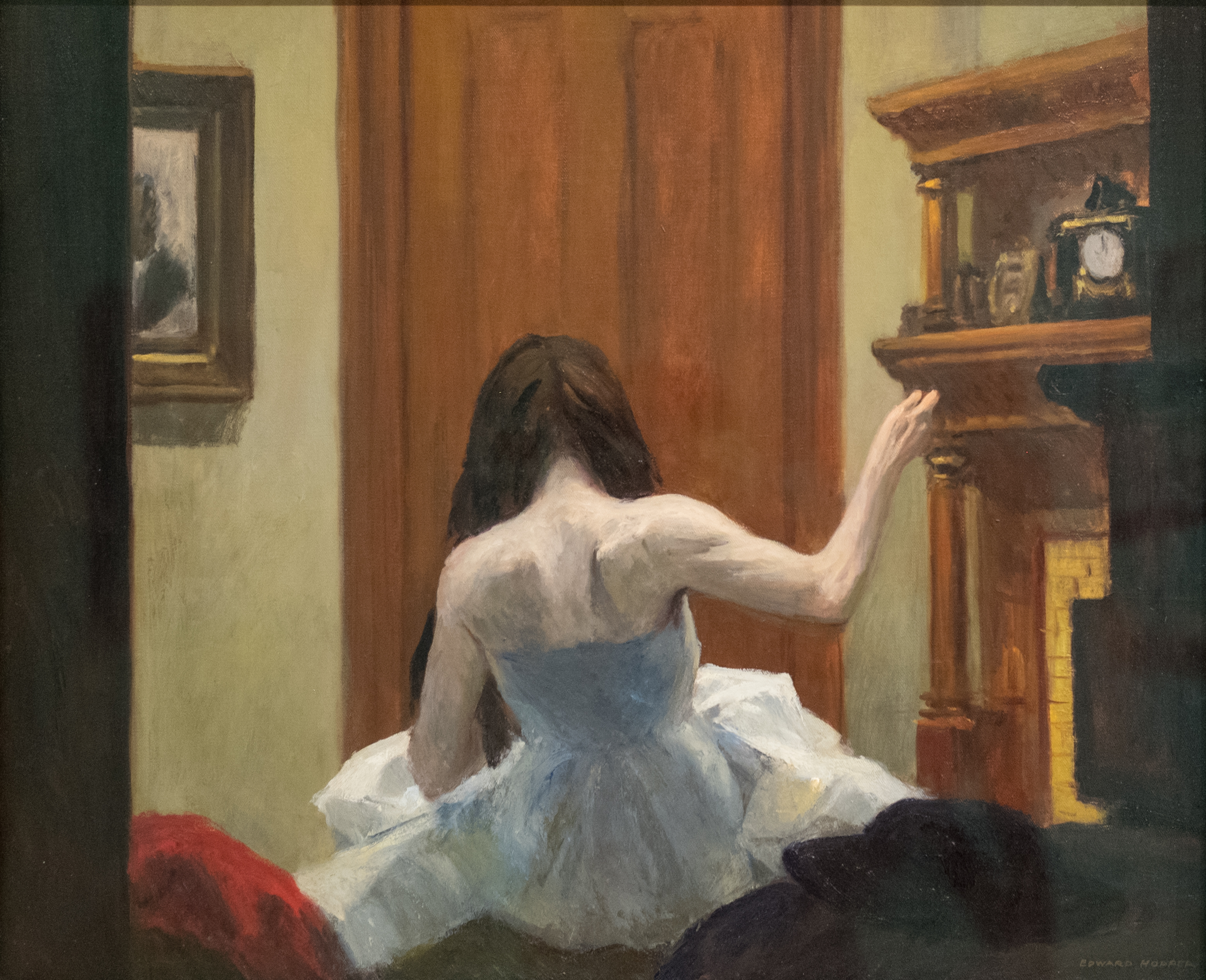
Edward Hopper, New York Interior

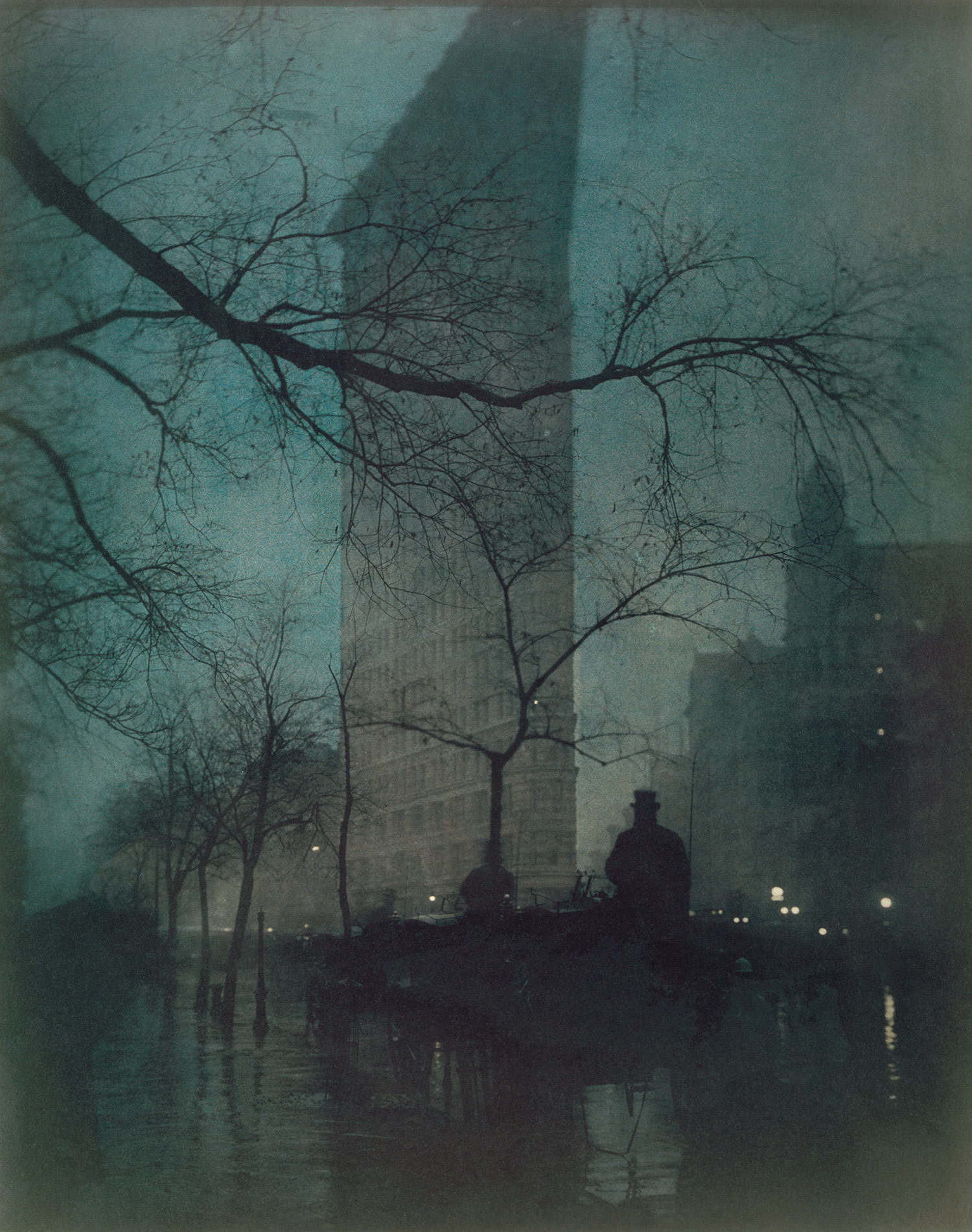
Steichen flatiron

El realisme americà era un estil en l'art, la música i la literatura que representava les realitats socials contemporànies i les vides i activitats quotidianes de la gent comuna. El moviment va començar a la literatura a mitjans del segle xix i es va convertir en una tendència important en l'art visual a principis del segle xx. Ja sigui una representació cultural o una vista escènica del centre de la ciutat de Nova York, les obres realistes nord-americanes van intentar definir el que era real.
Als Estats Units, a principis del segle xx, una nova generació de pintors, escriptors i periodistes arribava a la majoria d'edat. Molts dels pintors van sentir la influència d'artistes més antics dels Estats Units com Thomas Eakins, Mary Cassatt, John Singer Sargent, James McNeill Whistler, Winslow Homer, Childe Hassam, J. Alden Weir, Thomas Pollock Anshutz i William Merritt Chase. No obstant això, estaven interessats a crear obres noves i més urbanes que reflectissin la vida de la ciutat i una població més urbana que la rural dels Estats Units quan va entrar al nou segle.

## Amèrica a principis del segle XX
Des de finals del segle xix fins a principis del segle xx, els Estats Units van experimentar un enorme canvi industrial, econòmic, social i cultural. Una contínua onada d'immigració europea i l'augment del potencial de comerç internacional van provocar un augment del creixement i la prosperitat a Amèrica. A través de l'art i l'expressió artística (a través de tots els mitjans, inclosa la pintura, la literatura i la música), el realisme nord-americà va intentar retratar l'esgotament i exuberància cultural del paisatge figuratiu nord-americà i la vida dels americans comuns a casa. Els artistes van utilitzar els sentiments, les textures i els sons de la ciutat per influir en el color, la textura i l'aspecte dels seus projectes creatius.
Els músics van notar la rapidesa i la rapidesa de la naturalesa de principis del segle XX i van respondre amb un ritme fresc i nou. Escriptors i autors van explicar una nova història sobre els nord-americans; els nois i noies podrien haver crescut amb nens i nenes. Allunyant-se de la fantasia i centrant-se en l'actualitat, el realisme nord-americà va presentar una nova porta d'entrada i un avenç: introduir el modernisme i el que significa estar en el present. L'escola Ashcan també coneguda com The Eight i el grup Ten American Painters van crear el nucli del nou modernisme americà en les arts visuals.

## Pintors

### George Bellows
George Bellows (1882-1925), va pintar la vida de la ciutat a Nova York. Les seves pintures tenien una audàcia expressionista i una voluntat de prendre riscos. Va tenir una fascinació per la violència com es pot veure a la seva pintura, Els dos membres d'aquest club, que representa una escena de boxa més aviat sagnant. En la seva pintura titulada Cliff Dwellers, trobem un paisatge urbà que no és una vista particular, sinó un conjunt de vistes.

### Robert Henri
Robert Henri (1865-1921) va ser un important realista nord-americà i membre de The Ashcan School. Henri estava interessat en l'espectacle de la vida comuna. Es va centrar en persones, desconeguts, passant ràpidament pels carrers de les ciutats i ciutats. La seva simpatia era més que una representació còmica de la gent, sovint usant un fons fosc per afegir la calidesa de la persona representada. Les obres d'Henri es van caracteritzar per unes pinzellades vigoroses i un impasto atrevit que va ressaltar la materialitat de la pintura. Henri va influir en Glackens, Luks, Shinn i Sloan. El 1906 va ser triat per a l'Acadèmia Nacional de Disseny, però quan els pintors del seu cercle van ser rebutjats per l'exposició de l'Acadèmia de 1907, va acusar companys de jurat de biaix i va sortir del jurat i va decidir organitzar un espectacle. Més tard es referirà a l'Acadèmia com un cementiri d'art.

### Everett Shinn
Everett Shinn (1876–1953), membre de la Ashcan School, era famós per les seves nombroses pintures de Nova York i el teatre, i de diversos aspectes del luxe i de la vida moderna inspirats per la seva casa a Nova York. Va pintar escenes teatrals de Londres, París i Nova York. Va trobar interès per l'espectacle urbà de la vida, dibuixant paral·lelismes entre el teatre i els seients saturats i la vida. A diferència de Degas, Shinn va representar la interacció entre el públic i l'intèrpret.

### George Benjamin Luks
George B. Luks (1866-1933) va ser un artista de l'escola d'Ashcan que va viure al Lower East Side de Manhattan. A la pintura de Luks, Hester Street (1905), mostra als nens que són entretinguts per un home amb una joguina, mentre que una dona i un comerciant tenen una conversa en segon pla. L'espectador es troba entre la multitud i no per sobre d'ella. Luks posa un gir positiu al Lower East Side mostrant dues noies joves ballant a The Spielers, que és un tipus de dansa en la qual treballarien els immigrants; malgrat la pobresa, els nens ballen al carrer. Busca la alegria i la bellesa en la vida dels pobres en lloc de la tragèdia .

### William Glackens
A principis de la seva carrera, William Glackens (1870-1938) va pintar el barri que envoltava el seu estudi al Washington Square Park. També va ser un il·lustrador comercial reeixit, produint nombrosos dibuixos i aquarel·les per a revistes contemporànies que van retratar amb humor els neoiorquins en la seva vida diària. Més endavant, era més conegut com "el nord-americà Renoir" per les seves vistes impressionistes sobre la costa i la riviera francesa.

### John Sloan
John Sloan (1871–1951) va ser un realista de principis del segle XX de l'escola Ashcan, les preocupacions amb les condicions socials americanes el van portar a unir-se al Partit Socialista el 1910.] Originari de Filadèlfia, va treballar a Nova York després de 1904. De 1912 a 1916, va aportar il·lustracions al mes socialista The Masses. Sloan no va agradar la propaganda, i en els seus dibuixos per a les masses, com en les seves pintures, es va centrar en la vida quotidiana de les persones. Va representar l'oci de la classe obrera amb èmfasi en els subjectes femenins. Entre les seves obres més conegudes es troben els camps de pícnic i el diumenge, les dones que secen els cabells. Li va desagradar l'etiqueta de l'escola Ashcan, i va expressar la seva molèstia amb els historiadors de l'art que el van identificar com a pintor de l'escena nord-americana: "Alguns vam pintar comentaris poc sensibles sobre la vida que ens envolta. era l'escena americana, no m'agrada el nom. Un símptoma del nacionalisme, que ha causat molts problemes en aquest món.

### Edward Hopper
Edward Hopper (1882-1967) va ser un destacat pintor i gravador realista nord-americà. Hopper és el més modern dels realistes americans i el més contemporani. Tot i que es coneix popularment per les seves pintures a l'oli, va ser igualment expert en aquarel·lar i gravador de gravats. Tant en les seves escenes urbanes com rurals, les seves representacions extraordinaris i calculades reflecteixen la seva visió personal de la vida moderna nord-americana. El professor de Hopper, Robert Henri, va animar els seus estudiants a utilitzar el seu art per "fer-se un gran embolic al món". També va aconsellar als seus estudiants: no és el tema que compta, sinó el que sents al respecte i oblideu-vos de l'art i dibuixeu quadres del que us interessa a la vida. D'aquesta manera, Henri va influir en Hopper, així com a estudiants famosos George Bellows i Rockwell Kent, i els va motivar a fer representacions realistes de la vida urbana. Alguns artistes del cercle d'Henri, incloent un altre mestre de Hopper, John Sloan, es van convertir en membres de "The Eight", també coneguda com la Ashcan School of American Art. La seva primera pintura a l'oli existent que fa referència als seus famosos interiors va ser la figura solitària en un teatre. (c. 1904). Durant els seus anys d'estudiant, Hopper també va pintar desenes de nus, natures mortes, paisatges i retrats, incloent-hi els seus autoretrats.